# Блек-Даймонд (Вашингтон)
Блек-Даймонд (англ. Black Diamond) — місто (англ. city) в США, в окрузі Кінг штату Вашингтон. Населення — 4697 осіб (2020).

## Географія
Блек-Даймонд розташований за координатами 47°18′53″ пн. ш. 122°1′4″ зх. д. / 47.31472° пн. ш. 122.01778° зх. д. (47.314746, -122.017696).  За даними Бюро перепису населення США в 2010 році місто мало площу 17,24 км², з яких 15,58 км² — суходіл та 1,66 км² — водойми. В 2017 році площа становила 18,57 км², з яких 16,91 км² — суходіл та 1,67 км² — водойми.

## Демографія
Згідно з переписом 2010 року, у місті мешкала 4151 особа в 1546 домогосподарствах у складі 1157 родин. Густота населення становила 241 особа/км².  Було 1685 помешкань (98/км²).
Расовий склад населення:
| - 92,0 % — білих - 1,2 % — чорних або афроамериканців - 1,2 % — азіатів - 0,7 % — корінних американців - 0,3 % — вихідців з тихоокеанських островів - 1,3 % — осіб інших рас |

До двох чи більше рас належало 3,3 %. Частка іспаномовних становила 4,6 % від усіх жителів.
За віковим діапазоном населення розподілялося таким чином: 25,2 % — особи молодші 18 років, 64,8 % — особи у віці 18—64 років, 10,0 % — особи у віці 65 років та старші. Медіана віку мешканця становила 40,4 року. На 100 осіб жіночої статі у місті припадало 99,4 чоловіків;  на 100 жінок у віці від 18 років та старших — 102,5 чоловіків також старших 18 років.
Середній дохід на одне домашнє господарство  становив 85 694 долари США (медіана — 67 526), а середній дохід на одну сім'ю — 101 414 долари (медіана — 91 528). Медіана доходів становила 69 559 доларів для чоловіків та 48 000 доларів для жінок. За межею бідності перебувало 9,0 % осіб, у тому числі 8,8 % дітей у віці до 18 років та 9,5 % осіб у віці 65 років та старших.
Цивільне працевлаштоване населення становило 1987 осіб. Основні галузі зайнятості: виробництво — 20,4 %, освіта, охорона здоров'я та соціальна допомога — 14,2 %, роздрібна торгівля — 12,4 %.